# فهرست شبکه‌های تلویزیونی صدا و سیمای جمهوری اسلامی ایران

نشان رسمی سازمان صدا و سیمای جمهوری اسلامی ایران

سازمان صدا و سیمای جمهوری اسلامی ایران تنها متولی قانونی پخش برنامه‌های تلویزیونی در ایران است. در اینجا فهرستی از شبکه‌های تلویزیونی که توسط این سازمان اداره می‌شوند ارائه شده‌است. این شبکه‌ها به چهار دسته سراسری، برون‌مرزی، استانی و محلی و اینترنتی تقسیم می‌شوند. گستره پخش این شبکه‌ها محدود به ایران نیست و گسترده‌ای جهانی دارند و برخی از این شبکه‌ها برای زبان‌های خاصی در دنیا تخصیص یافته‌اند.

## شبکه‌های سراسری
| کانال | نشان | نام شبکه    | شعار شبکه                      | تاریخ تأسیس | آدرس سایت     | وضوح تصویر |
| ----- | ---- | ----------- | ------------------------------ | ----------- | ------------- | ---------- |
| ۱     |      | شبکه ۱      | شبکه ایران                     | ۱۳۳۷        | tv1.ir        | اچ‌دی       |
| ۲     |      | شبکه ۲      | شبکه زندگی                     | ۱۳۴۴        | tv2.ir        | اچ‌دی       |
| ۳     |      | شبکه ۳      | شبکه جوان                      | ۱۳۷۲        | tv3.ir        | اچ‌دی       |
| ۴     |      | شبکه ۴      | شبکه دانایی                    | ۱۳۷۵        | tv4.ir        | اس‌دی       |
| ۵     |      | شبکه نسیم   | شبکه نشاط و سرگرمی             | ۱۳۹۲        | tvnasim.ir    | اچ‌دی       |
| ۶     |      | شبکه خبر    | صحت، دقت، سرعت                 | ۱۳۷۸        | iribnews ir   | اچ‌دی       |
| ۷     |      | شبکه آموزش  | آموزش ببینیم                   | ۱۳۸۱        | tv7.ir        | اس‌دی       |
| ۸     |      | شبکه قرآن   | قرآن و زندگی                   | ۱۳۸۴        | qurantv.ir    | اچ‌دی       |
| ۹     |      | شبکه مستند  | پنجره‌ای بر مدار حقیقت          | ۱۳۸۸        | doctv.ir      | اچ‌دی       |
| ۱۰    |      | شبکه امید   | نو + جوان بمان                 | ۱۳۹۵        | omidtv.ir     | اچ‌دی       |
| ۱۲    |      | شبکه نمایش  | فیلم                           | ۱۳۹۰        | namayeshtv.ir | اچ‌دی       |
| ۱۳    |      | شبکه افق    | نگاهت را به افق بسپار…         | ۱۳۹۳        | ofoghtv.ir    | اچ‌دی       |
| ۱۴    |      | شبکه آی‌فیلم | دوست خانواده من                | ۱۳۸۹        | ifilmtv.ir    | اچ‌دی       |
| ۱۵    |      | شبکه تماشا  | تماشا را به تماشا بنشینید      | ۱۳۹۱        | tamashatv.ir  | اچ‌دی       |
| ۱۶    |      | شبکه خبر ۲  | با ما، با خبر بمانید           | ۱۴۰۱        | [ ۳ ]         | اس‌دی       |
| ۱۷    |      | شبکه ورزش   | جایگاهی برای همه ورزش‌ها        | ۱۳۹۱        | varzeshtv.ir  | اچ‌دی       |
| ۱۸    |      | شبکه سلامت  | نشاط و تندرستی                 | ۱۳۹۱        | salamattv.ir  | اس‌دی       |
| ۱۹    |      | شبکه سپهر   | دریچه ای نو                    | ۱۳۹۹        | [ ۴ ]         | اچ‌دی       |
| ۲۰    |      | شبکه فراتر  | ایران چهارفصل را زیباتر ببینید | ۱۳۹۹        | iribuhd.ir    | ۴کی        |

در دی‌ماه ۱۳۹۹ تنها شبکه با کیفیت ۴کی سیمای ایران با نام شبکه فراتر آغاز به کار کرد. این شبکه فقط بر روی تلویزیون‌های ۴کی نمایش می‌یابد.
در بین تمامی شبکه‌های سیمای جمهوری اسلامی ایران تنها یک شبکه دارای دو کانال مستقل می‌باشد. شبکه کودک دارای دو کانال پویا و نهال است که برنامه‌های کانال اول از ساعت ۸ صبح تا ساعت ۱۴ و کانال دوم از ساعت ۱۴  تا ۲۲ پخش می‌شود.
| کانال | نام شبکه اصلی | نشان | نام کانال فرعی | شعار                        | تاریخ تأسیس | آدرس سایت  | وضوح تصویر |
| ----- | ------------- | ---- | -------------- | --------------------------- | ----------- | ---------- | ---------- |
| ۱۱    | شبکه کودک     |      | شبکه پویا      | دوست خوب بچه‌ها/پویا شبکه ما | ۱۳۹۱        | pooyatv.ir | اچ‌دی       |
| ۱۱    | شبکه کودک     |      | شبکه نهال      | شهر رؤیا و خیال             | ۱۳۹۴        | nahaltv.ir | اچ‌دی       |

## شبکه‌های برون‌مرزی
| نشان | نام شبکه            | گستره پخش                                                        | زبان                  | تاریخ تأسیس | وضوح تصویر  |
| ---- | ------------------- | ---------------------------------------------------------------- | --------------------- | ----------- | ----------- |
|      | شبکه جام جم         | اروپا، آمریکا، آسیا و اقیانوسیه                                  | فارسی                 | ۱۳۷۶        | اچ‌دی        |
|      | شبکه سحر            | اروپا، خاورمیانه، آسیای مرکزی و شمال آفریقا                      | ترکی آذربایجانی       | ۱۳۷۶        | اس‌دی        |
|      | شبکه سحر            | اروپا، خاورمیانه و شمال آفریقا                                   | بوسنیایی              | ۱۳۷۶        | اس‌دی        |
|      | شبکه سحر            | اروپا، خاورمیانه و شمال آفریقا                                   | کردی                  | ۱۳۷۶        | اس‌دی        |
|      | شبکه سحر            | اروپا، خاورمیانه و شمال آفریقا                                   | کردی کرمانجی          | ۱۳۷۶        | اس‌دی        |
|      | شبکه سحر            | اروپا، خاورمیانه و شمال آفریقا                                   | اردو                  | ۱۳۷۶        | اس‌دی        |
|      | شبکه سحر            | اروپا، خاورمیانه و شمال آفریقا                                   | آلبانیایی             | ۱۳۷۶        | اس‌دی        |
|      | شبکه سحر            | اروپا، خاورمیانه و شمال آفریقا                                   | فارسی دری             | ۱۳۷۶        | اس‌دی        |
|      | شبکه آی فیلم        | اروپا، خاورمیانه، آسیای مرکزی و شمال آفریقا                      | فارسی                 | ۱۳۸۹        | اچ‌دی        |
|      | شبکه آی‌فیلم ۲       | اروپا، خاورمیانه، آسیای مرکزی و شمال آفریقا                      | فارسی دری             | ۱۳۹۶        | اس‌دی        |
|      | شبکه آی‌فیلم عربی    | خاورمیانه، آسیای مرکزی و جنوبی و آفریقا                          | عربی                  | ۱۳۸۹        | اچ‌دی        |
|      | شبکه آی‌فیلم انگلیسی | آمریکا، آفریقا، اروپا، اقیانوسیه، خاورمیانه، آسیای مرکزی و جنوبی | انگلیسی               | ۱۳۹۱        | اس‌دی        |
|      | شبکه العالم         | آسیا، آمریکا و اروپا                                             | عربی                  | ۱۳۸۱        | اچ‌دی        |
|      | شبکه العالم سوریه   | سوریه                                                            | عربی                  | ۱۴۰۲        | اچ‌دی‌        |
|      | شبکه پرس تی‌وی       | آسیا، آمریکا و اروپا                                             | انگلیسی و فرانسوی     | ۱۳۸۶        | اچ‌دی        |
|      | شبکه الکوثر         | خاورمیانه، آمریکای شمالی، اروپا و شمال آفریقا                    | عربی                  | ۱۳۸۴        | اچ‌دی        |
|      | شبکه هیسپان تی‌وی    | خاورمیانه، آمریکا، اروپا و آفریقا                                | اسپانیایی             | ۱۳۹۱        | اچ‌دی        |
|      | شبکه هوسا تی‌وی      | آفریقا                                                           | هوسه                  | ۱۳۹۸        | اچ‌دی        |
|      | شبکه ایران پرس      | اروپا، خاورمیانه، آسیای مرکزی و شمال آفریقا                      | فارسی، انگلیسی و عربی | ۱۳۹۸        | اچ‌دی        |
|      | شبکه‌سحاب            | شبکه جهانی سرویس‌های اینترنتی و رادیو                             | 27 زبان مختلف         | 1402        | تمام فرمت‌ها |

## شبکه‌های استانی و محلی
| نشان | نام شبکه            | استان               | تاریخ تأسیس | وضوح تصویر |
| ---- | ------------------- | ------------------- | ----------- | ---------- |
|      | شبکه سهند           | آذربایجان شرقی      | ۱۳۷۹        | اچ‌دی       |
|      | شبکه آذربایجان غربی | آذربایجان غربی      | ۱۳۷۷        | اچ‌دی       |
|      | شبکه سبلان          | اردبیل              | ۱۳۷۹        | اس‌دی       |
|      | شبکه اصفهان         | اصفهان              | ۱۳۷۵        | اچ‌دی       |
|      | شبکه البرز          | البرز               | ۱۳۹۱        | اچ‌دی       |
|      | شبکه ایلام          | ایلام               | ۱۳۸۳        | اچ‌دی       |
|      | شبکه بوشهر          | بوشهر               | ۱۳۸۳        | اس‌دی       |
|      | شبکه تهران          | تهران               | ۱۳۷۴        | اس‌دی       |
|      | شبکه جهان‌بین        | چهارمحال و بختیاری  | ۱۳۸۳        | اچ‌دی       |
|      | شبکه خاوران         | خراسان جنوبی        | ۱۳۸۹        | اچ‌دی       |
|      | شبکه خراسان رضوی    | خراسان رضوی         | ۱۳۷۶        | اچ‌دی       |
|      | شبکه اترک           | خراسان شمالی        | ۱۳۸۹        | اس‌دی       |
|      | شبکه خوزستان        | خوزستان             | ۱۳۷۷        | اچ‌دی       |
|      | شبکه اشراق          | زنجان               | ۱۳۸۳        | اس‌دی       |
|      | شبکه سمنان          | سمنان               | ۱۳۸۱        | اس‌دی       |
|      | شبکه هامون          | سیستان و بلوچستان   | ۱۳۸۲        | اس‌دی       |
|      | شبکه فارس           | فارس                | ۱۳۷۸        | اچ‌دی       |
|      | شبکه قزوین          | قزوین               | ۱۳۸۴        | اچ‌دی       |
|      | شبکه نور            | قم                  | ۱۳۸۲        | اچ‌دی       |
|      | شبکه کردستان        | کردستان             | ۱۳۸۰        | اچ‌دی       |
|      | شبکه کرمان          | کرمان               | ۱۳۷۹        | اس‌دی       |
|      | شبکه زاگرس          | کرمانشاه            | ۱۳۸۰        | اس‌دی       |
|      | شبکه دنا            | کهگیلویه و بویراحمد | ۱۳۸۴        | اس‌دی       |
|      | شبکه سبز            | گلستان              | ۱۳۸۳        | اچ‌دی       |
|      | شبکه باران          | گیلان               | ۱۳۷۷        | اچ‌دی       |
|      | شبکه لرستان         | لرستان              | ۱۳۸۱        | اچ‌دی       |
|      | شبکه تبرستان        | مازندران            | ۱۳۷۷        | اچ‌دی       |
|      | شبکه آفتاب          | مرکزی               | ۱۳۸۲        | اس‌دی       |
|      | شبکه خلیج فارس      | هرمزگان             | ۱۳۸۰        | اس‌دی       |
|      | شبکه همدان          | همدان               | ۱۳۸۱        | اس‌دی       |
|      | شبکه یزد            | یزد                 | ۱۳۸۲        | اچ‌دی       |

| نشان | نام شبکه    | منطقه پخش | تاریخ تأسیس | وضوح تصویر |
| ---- | ----------- | --------- | ----------- | ---------- |
|      | شبکه آبادان | آبادان    | ۱۳٧۴        | اچ‌دی       |
|      | شبکه کیش    | جزیره کیش | ۱۳۸۵        | اس‌دی       |
|      | شبکه مهاباد | مهاباد    | ۱۳۵۰        | اچ‌دی       |

## شبکه‌های اینترنتی
| کانال | نشان | نام شبکه       | شعار                 | تاریخ تأسیس | وضوح تصویر |
| ----- | ---- | -------------- | -------------------- | ----------- | ---------- |
| 1     |      | شبکه رؤیا      | فصل رویش رویا ها     | ۱۴۰۱        | اچ‌دی       |
| 2     |      | شبکه مثبت پویا | رویای کودکانه        | ۱۴۰۲        | اچ‌دی       |
| 3     |      | شبکه ورزش ۲    | ندارد                | ۱۴۰۲        | اچ‌دی       |
| 4     |      | شبکه جام       | ورزش و سرگرمی        | ۱۳۹۸        | اچ‌دی       |
| 5     |      | شبکه فلسطین    | قلب تپنده مسلمین     | ۱۴۰۲        | اچ‌دی       |
| 6     |      | شبکه سربداران  | طلوع سبزوار و جاودان | ۱۴۰۲        | اچ‌دی       |
| 7     |      | شبکه نما       | فراتر از رویا        | ۱۳۹۸        | اچ‌دی       |
| 8     |      | شبکه نما قرآن  | ندارد                | ۱۴۰۲        | اچ‌دی       |
| 9     |      | شبکه نوا       | صدای زندگی           | ۱۳۹۸        | اچ‌دی       |
| 10    |      | شبکه آرا       | اندیشه برتر          | ۱۴۰۰        | اچ‌دی       |
| 11    |      | شبکه کتاب      | خردورزی و دانایی     | ۱۴۰۱        | اچ‌دی       |
| 12    |      | شبکه حبیب      | پنجره ای رو به بهشت  | ۱۴۰۲        | اچ‌دی       |
| 13    |      | شبکه لبیک      | پیش به سوی معراج     | ۱۳۹۸        | اچ‌دی       |
| 14    |      | شبکه کارون     | ندارد                | ۱۴۰۴        | اچ‌دی       |

اولین شبکه اینترنتی زیر نظر سازمان صدا و سیمای جمهوری اسلامی ایران شبکه تلوبیونی ورزش است که از ۲۷ تیر ۱۴۰۱ با همکاری مشترک معاونت فضای مجازی صدا و سیما و شبکه ورزش سیما آغاز به کار کرد.

## شبکه‌های منحل شده
| نشان | نام شبکه       | شعار               | تاریخ تأسیس  | تاریخ انحلال  | شبکه جایگزین   | وضوح تصویر |
| ---- | -------------- | ------------------ | ------------ | ------------- | -------------- | ---------- |
|      | شبکه بازار     | مشاور خرید خانواده | ۱۳۹۰         | ۱۳۹۵          | شبکه ایران‌کالا | اس‌دی       |
|      | شبکه HD        |                    | ۲۰ تیر ۱۳۹۳  | ۲۰ مرداد ۱۳۹۵ | شبکه تماشا     | اچ‌دی       |
|      | شبکه ایران‌کالا | حمایت می کنیم      | ۱۳۹۶         | ۵مرداد ۱۴۰۱   | شبکه کودک      | اچ‌دی       |
|      | شبکه شما       | شبکه مردم ایران    | ۸ مرداد ۱۳۹۰ | ۵ مرداد ۱۴۰۱  | شبکه خبر ۲     | اس‌دی       |